# اندی رودز
اندی رودز (انگلیسی: Andy Rhodes؛ زادهٔ ۲۳ اوت ۱۹۶۴) بازیکن فوتبال اهل بریتانیا است.
از باشگاه‌هایی که در آن بازی کرده‌است می‌توان به باشگاه فوتبال دونکستر راورز، باشگاه فوتبال اولدهام اتلتیک، باشگاه فوتبال بارنزلی، باشگاه فوتبال بولتون واندررز، باشگاه فوتبال سنت جانستون، باشگاه فوتبال نوریچ سیتی، و باشگاه فوتبال ایپسویچ تاون اشاره کرد.